# HNK 하이두크 스플리트

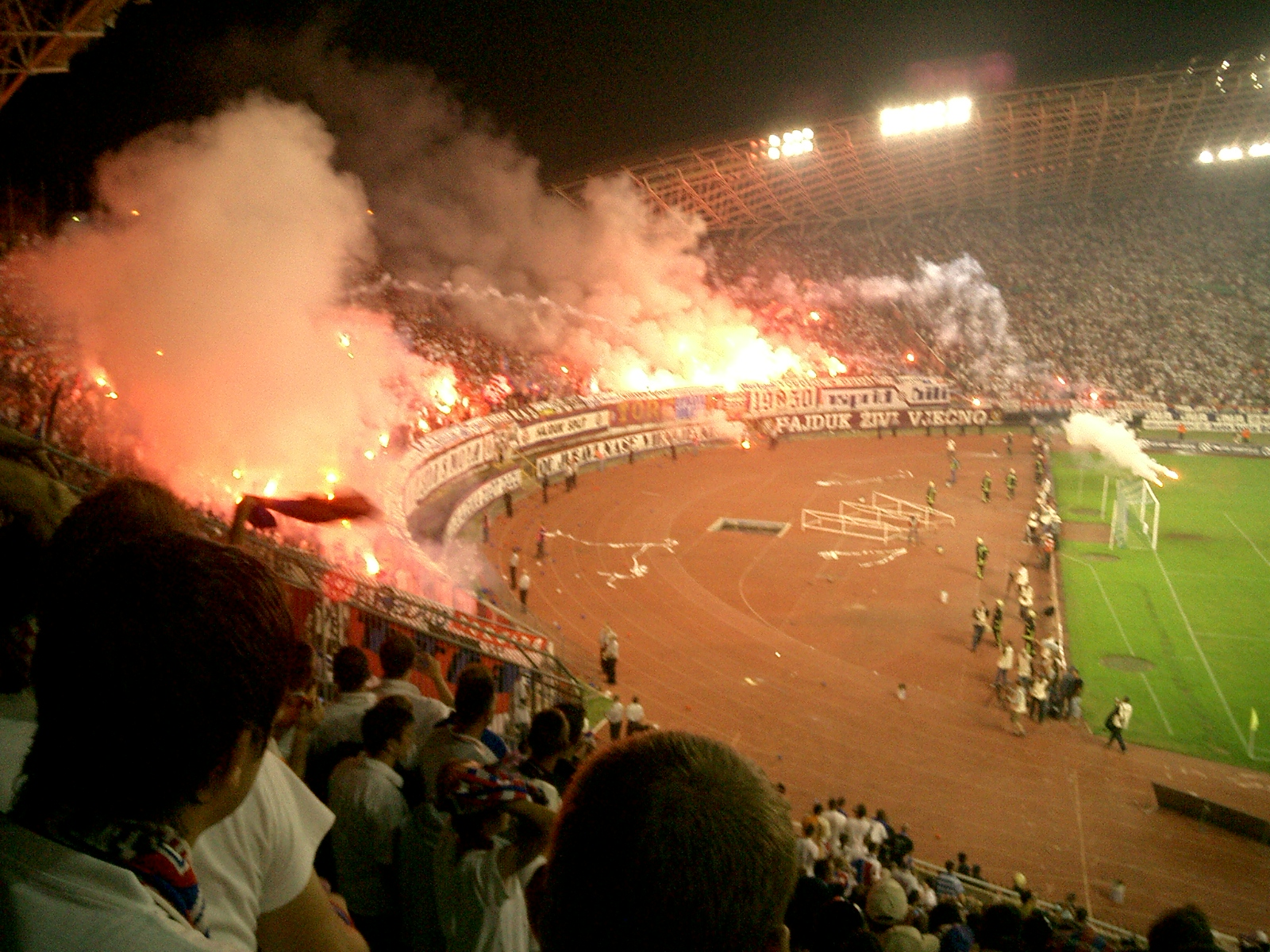
토르치다의 응원모습

HNK 하이두크 스플리트(HNK Hajduk Split)는 크로아티아에서 가장 유명하고 성공한 축구팀 중 하나이다. 연고지는 스플리트달마티아주의 항구도시이자, 크로아티아 제2의 도시인 스플리트다. 수도 자그레브를 연고로 하는 GNK 디나모 자그레브와 치열한 라이벌 관계를 형성하고 있으며, 이들의 경기는 베치니 데르비(Vječni Derbi, 영원한 더비)라 불리는 크로아티아에서 가장 중요한 더비 경기로 꼽힌다.

## 역사
HNK 하이두크 스플리트는 1911년에 프라하의 가장 오래된 선술집에서 스플리트에서 온 4명의 학생들에 의해 창단되었다. 그들은 S-S 더비, 즉 스파르타 프라하와 슬라비아 프라하의 경기를 관전 후 그들의 고향 지역을 연고로 하는 프로 축구팀을 만들기로 했다. 하이두크 스플리트는 1911년 2월 13일에 축구협회에 공식적으로 등록되었다. 클럽 이름 ‘하이두크’은 발칸반도가 오스만 제국의 치하에 있을 때, 존재했다는 의적의 이름이다.

## 토르치다
하이두크 스플리트는 유럽에서 최초로 서포터 조직 토르치다(Torcida)가 생긴 팀이다. 스플리트의 서포터 조직은 1950년 브라질 월드컵 당시, 유고슬라비아를 꺾었던 브라질의 열정적인 축구 팬들에 감화되어 그들의 이름을 토르치다로 지었다 한다. 포르투갈어로 torcer라는 ‘전진’의 의미를 가진 응원구호에서 유래한 것이다. 1950년 10월 29일 츠베르나 즈베즈다와의 경기에서 횃불을 흔들고 노래를 부르는 방식의 응원방식을 처음 축구장에 등장시킨 것으로 알려져 있다.
하이두크는 크로아티아에서 강력한 팬층을 가진 팀이며, 달마티아 지방 어디서나 이들의 팬을 발견할 수 있다. 유고슬라비아 시절 하이두크는 여러차례 성공적인 결과로써 크로아티아인 전체의 응원을 받을 수 있었으며, 알바니아와 코소보에서도 많은 인기를 누렸다.
크로아티아 밖에서도 하이두크는 많은 팬들을 보유하고 있다. 크로아티아계 이민자들이 거의 없는 나라에서도 마찬가지이다. 하이두크가 외국에서 경기한 사례가 그리 많지 않음에도 불구하고 토르치다의 상징성과 영향력으로 인해 거대한 팬층을 확보할 수 있었던 것이다. K리그 경기장에서도 일부 구단의 서포터들은 'Torcida'라는 문구를 걸개로 만들어 경기장에 내걸기도 한다.

## 선수 명단

### 현역
참고: FIFA 자격 규정에 따라 소속된 국가대표팀 국기를 표시합니다. 선수는 복수의 FIFA 비회원국 국적을 가지고 있을 수 있습니다.
| 번호 | 포지션 | 국적   | 이름        |
| ---- | ------ | ------ | ----------- |
| 24   | FW     | 감비아 | 압둘리 사냥 |

| 번호 | 포지션 | 국적 | 이름 |
| ---- | ------ | ---- | ---- |

## 역대 감독
| 감독                  | 임기        |
| --------------------- | ----------- |
| 토미슬라브 이비치     | 1973 ~ 1976 |
| 토미슬라브 이비치     | 1978 ~ 1980 |
| 토미슬라브 이비치     | 1986 ~ 1987 |
| 요시프 스코블라르     | 1990 ~ 1991 |
| 토미슬라브 이비치     | 1997        |
| 슬라벤 빌리치         | 2001 ~ 2002 |
| 미로슬라브 블라제비치 | 2005        |
| 로베르트 야르니       | 2007 ~ 2008 |
| 이고르 투도르         | 2013 ~ 2015 |
| 이고르 투도르         | 2020        |
| 젠나로 가투소         | 2024 ~ 2025 |

## 우승 기록
- 정규 리그: 17회
  - 프르바 HNL (6회): 1992, 1993/94, 1994/95, 2000/01, 2003/04, 2004/05
  - 구 유고슬라비아 리그 (9회): 1927, 1929, 1950, 1952, 1954/55, 1970/71, 1973/74, 1974/75, 1978/79
  - 크로아티아 지방 리그 (1회): 1940/41 (* 유고슬라비아 왕국)
  - 구 크로아티아 리그: 1946 (* 크로아티아 사회주의 공화국)

- 컵 대회: 17회
  - 크로아티아 컵 (8회): 1993, 1995, 2000, 2003, 2010, 2013, 2022, 2023
  - 유고슬라비아 컵 (9회): 1967, 1972, 1973, 1974, 1976, 1977, 1984, 1987, 1991

- 슈퍼컵: 6회
  - 크로아티아 슈퍼컵 (6회): 1992, 1993, 1994, 1995, 2004, 2005

- UEFA컵
  - 준결승 진출 1983-84